# سباق طواف فرنسا 1973
سباق طواف فرنسا 1973 من سلسلة سباقات سباق طواف فرنسا. أقيم هذا السباق في تاريخ 30 يونيو -22 يوليو 1973 على 20+Prologue, including six split stages مراحل. بعد مرور 122 ساعة و25 دقيقة و34 ثانية وبعد طي 4140 كم بمتوسط 33.918 كم في الساعة فاز بالميدالية الذهبية خيسوس لويس أوكانيا من إسبانيا، فيما حصد برنارد تيفينيه من فرنسا الميدالية الفضية، وكانت الميدالية البرونزية من نصيب خوسيه مانويل فوينتيس من إسبانيا.

## الميداليات
| ذهب                          | فضة                    | برونز                          |
| خيسوس لويس أوكانيا - إسبانيا | برنارد تيفينيه - فرنسا | خوسيه مانويل فوينتيس - إسبانيا |